# Draadknotszwam
De draadknotszwam (Typhula juncea) is een schimmel behorend tot de familie Typhulaceae. Deze terrestrische  saprotroof leeft in groepen op bosstrooisel in zowel loof- als naaldbossen. Hij komt vooral voor op berken, populieren en eiken. De vruchtlichamen komen voor van de zomer tot de winter.

## Kenmerken
Vruchtlichamen zeer dun en slank; meestal enkelvoudig, soms aan de bovenkant gevorkt; glad en hol van binnen. Een vruchtlichaam heeft een hoogte van 4 tot 8 cm en een breedte van 0,5 tot 1 mm. De kleur is witachtig tot romig geelachtig.
De sporen zijn ellipsoïde, glad, hyaliene in KOH, inamyloïde en meten 7-10 × 3,5-5 µm. De basidia zijn clavaat en hebben vier sterigmata. Cystidia zijn niet aanwezig. Gespen zijn aanwezig.

## Verspreiding
In Nederland komt de draadknotszwam zeer algemeen voor. Hij staat niet op de rode lijst en is niet bedreigd.

## Vergelijkbare soorten
De pijpknotszwam (Typhula fistulosa) komt voor op gevallen bladeren in de late herfst, maar is veel groter (tot 20-30 cm hoog en ongeveer 5-10 mm dik). Hij groeit meestal afzonderlijk en is relatief zeldzaam.